# Manfred Schäfer
Pour les articles homonymes, voir Schäfer.
Manfred Schäfer, appelé Manfred Schaefer en Australie, né le 12 février 1943 à Pillau en province de Prusse-Orientale et mort le 28 mars 2023, est un footballeur et entraîneur australien.

## Biographie

### Carrière en équipe nationale
En tant que défenseur, Manfred Schaefer est international australien à 49 reprises (1967-1974) pour 1 but inscrit. Le 5 novembre 1967, Manfred reçoit sa première sélection avec l'Australie au cours d'un match contre la Nouvelle-Zélande (5-3). 
Il participe à la Coupe du monde de football de 1974, où il joue tous les matchs en tant que titulaire, l'Australie étant éliminée au premier tour.